# Дейвис, Кейла
Кейла Дейвис (англ. Kaela Davis; род. 15 марта 1995 года в Индианаполисе, штат Индиана, США) — американская профессиональная баскетболистка, которая выступает в женской национальной баскетбольной ассоциации за клуб «Финикс Меркури». Была выбрана на драфте ВНБА 2017 года в первом раунде под общим десятым номером клубом «Даллас Уингз». Играет на позиции атакующего защитника.

## Ранние годы
Кейла родилась 15 марта 1995 года в городе Индианаполис (штат Индиана) в семье Антонио, бывшего игрока НБА, и Кендры Дейвис, у неё есть брат-близнец, Эй Джей. Ещё в детстве её семья перебралась в небольшой городок Буфорд (штат Джорджия), там она училась в одноимённой средней школе, в которой защищала цвета местной баскетбольной команды.